# Progresul Bukareszt
Fotbal Club Progresul București – rumuński klub piłkarski, grający obecnie w drugiej lidze, mający siedzibę w mieście Bukareszt, stolicy kraju.

## Historia
Klub został założony w 1944 roku. Od początku istnienia pozostawał w cieniu innych drużyn z Bukaresztu, takich jak Steaua Bukareszt, Rapid Bukareszt i FC Dinamo Bukareszt, ale już po 1990 roku trzykrotnie wywalczył wicemistrzostwo Rumunii w latach 1996, 1997 i 2002 plasując się właśnie za tymi zespołami. Jednym z większych sukcesów klubu na arenie międzynarodowej było wyeliminowanie Partizana Belgrad z Pucharu UEFA w sezonie 1996/1997 oraz holenderskiego Sc Heerenveen w sezonie 2002/2003.
W 1960 roku Progresul dotarł do finału Pucharu Rumunii, a w nim wygrał 1:0 z Dinamem Bukareszt. W swojej historii jeszcze czterokrotnie dochodził do finału w latach 1958, 1997, 2003 i 2006, ale przegrywał w nim kolejno ze Științą Timișoara, Steauą, Dinamo i Rapidem.
W sezonie 2006/2007 klub dość niespodziewanie spadł z pierwszej ligi do drugiej.

### Nazwy klubu
- 1944-1948 - F.C. B.N.R. Bukareszt
- 1948-1950 - F.C. G.M.S.
- 1949-1952 - F.C. Spartac Bank P.R.R.
- 1952-1953 - F.C. Spartac Financial Banking
- 1954-1957 - F.C. Progresul Financial Banking
- 1958-1977 - F.C. Progresul Bucharest
- 1977-1987 - F.C. Progresul Vulcan
- 1987-1988 - F.C. Progresul Vointa
- 1988-1989 - F.C. Progresul Energy
- 1989-1991 - F.C. Progresul Eagles IMUC
- 1991-1994 - F.C. Progresul Bukareszt
- 1994-2007 - F.C. National Bukareszt
- 2007-**** - F.C. Progresul Bukareszt

## Sukcesy
- wicemistrzostwo Rumunii: 1956, 1996, 1997, 2002
- Puchar Rumunii: 1960
- finał Pucharu Rumunii: 1958, 1997, 2003, 2006

## Europejskie puchary
Legenda do wszystkich tabel:
- Q – runda eliminacyjna, 1/16, 1/8, 1/4, 1/2 – odpowiednia faza rozgrywek, Grupa – runda grupowa, 1r gr – pierwsza runda grupowa, 2r gr – druga runda grupowa, F – finał, R – runda, PO – play-off
- k. – rzuty karne, los. – losowanie, Dogr. – dogrywka, w. – zasada bramek strzelonych na wyjeździe

| Sezon   | Rozgrywki                 | Runda | Przeciwnik          | Dom | Wyjazd | Ogólnie |
| ------- | ------------------------- | ----- | ------------------- | --- | ------ | ------- |
| 1996/97 | Puchar UEFA               | Q     | Partizan            | 1–0 | 0–0    | 1–0     |
| 1996/97 | Puchar UEFA               | 1R    | Czornomoreć Odessa  | 2–0 | 0–0    | 2–0     |
| 1996/97 | Puchar UEFA               | 2R    | Club Brugge         | 1–1 | 0–2    | 1–3     |
| 1997/98 | Puchar Zdobywców Pucharów | Q     | Cwmbran Town        | 7–0 | 5–2    | 12–2    |
| 1997/98 | Puchar Zdobywców Pucharów | 1R    | Kocaelispor         | 0–1 | 0–2    | 0–3     |
| 1998    | Puchar Intertoto          | 1R    | Hapoel Hajfa        | 3–1 | 2–1    | 5–2     |
| 1998    | Puchar Intertoto          | 2R    | Iraklis Saloniki    | 3–0 | 1–3    | 4–3     |
| 1998    | Puchar Intertoto          | 3R    | Bologna FC          | 3–1 | 0–2    | 3–3, w. |
| 2002/03 | Puchar UEFA               | Q     | Tirana              | 2–2 | 1–0    | 3–2     |
| 2002/03 | Puchar UEFA               | 1R    | Heerenveen          | 3–0 | 0–2    | 3–2     |
| 2002/03 | Puchar UEFA               | 2R    | Paris Saint-Germain | 0–2 | 0–1    | 0–3     |